# Amarillo Dusk
Amarillo Dusk ist ein deutsches Musiker-Duo aus Aachen, bestehend aus dem Musiker-Ehepaar Doreen Kreusing (* 10. Oktober 1986 in Zwickau) und Bastian Kreusing (* 5. April 1978 in Aachen). Ihre Musik ist dem Genre Americana/Country-Pop zuzuordnen. Das Debütalbum Take Back the Reins erschien Herbst 2019 und wurde 2020 mit dem internationalen FPCM Award und 2021 mit dem Deutschen Rock und Pop Preis in der Kategorie „Bestes Country-Album“ ausgezeichnet.

## Geschichte
Doreen und Bastian lernten sich 2016 über die Musik kennen und sind seit 2021 verheiratet. Beide vereint die Leidenschaft für amerikanische (Country-)Musik und für die Musikszene in Nashville, Tennessee. Zunächst spielten die beiden vornehmlich Coversongs im Rahmen kleinerer Auftritte und Open-Mic-Veranstaltungen. 2017 begannen sie, eigene Songs zu schreiben und diese auch vor einem Live-Publikum zu spielen. 2018 lernten sie über einen befreundeten Musiker den Sänger, Musikautor und Produzenten Tom Albrecht kennen und vereinbarten, zunächst ein Demo ihres Songs September Fields aufzunehmen. Gemeinsam beschlossen sie nach dieser ersten, erfolgreichen Zusammenarbeit, weitere Songs zu produzieren und als Album (Take Back the Reins) im Herbst 2019 zu veröffentlichen. Der Release wurde von einigen lokalen Radiosendern wie dem BRF begleitet und u. a. für die WDR-2-POP!-Auswahl Die besten Bands im Westen nominiert. Es folgte im Januar 2020 eine Einladung zu einem Auftritt auf dem Country Music Meeting in Berlin. Eine geplante Reise mit Auftrittsmöglichkeiten in Nashville musste aufgrund der Corona-Pandemie kurzfristig abgesagt werden, ebenso wie diverse Live-Auftritte in Deutschland sowie die Preisverleihung zum internationalen Fair Play Country Music Award (FPCM) in der Nähe von Amsterdam, bei dem Amarillo Dusk ausgezeichnet wurde. Seit 2020 arbeitet das Duo im Rahmen des Songwritings mit Künstlern aus Nashville zusammen.
2021 wurde Amarillo Dusk dreifach im Rahmen des Deutschen Rock & Pop Preises ausgezeichnet: erster Platz in der Sonderkategorie Bester Country-Song, erster Platz in der Sonderkategorie Bestes Country-Album sowie Platz zwei in der Hauptkategorie Deutscher Country Preis 2021. In der Abstimmung „Szene im Westen, die beste Band in NRW“ auf WDR2 POP! hat Amarillo Dusk am 23. Januar 2022 die meisten Stimmen erhalten.

## Stil und Einflüsse
Amarillo Dusk haben ihre Wurzeln in handgemachter Gitarrenmusik im Stil amerikanischer Singer-Songwriter. Ihre Musik ist dem Genre Americana/Country-Pop zuzuordnen, und ist daher stilistisch der amerikanischen Country-Musik sehr nahe. Hierbei kommen die für dieses Genre typischen Instrumente zum Einsatz, wie Westerngitarre, Banjo, Pedal-Steel-Gitarre und Violine. In den neueren Veröffentlichungen werden auch analoge Synthesizer, wie der Roland Juno-106 verwendet. Der Gesang ist oft zweistimmig.
In Interviews betonen Doreen und Bastian immer wieder die Liebe und die Verbindung zur amerikanischen Country-Musik und der Folk-Musik. Die beiden Musiker gaben jedoch auch an, dass sie nicht nur durch klassische Country-Bands und Künstler beeinflusst wurden, sondern dass auch die Musik der britischen Rock-Band Queen sie nachhaltig geprägt hat.
Amarillo Dusk arbeiten mit dem deutschen Produzenten Tom Albrecht zusammen. Von ihm wurden sowohl das Debütalbum Take Back the Reins als auch alle weiteren offiziellen Veröffentlichungen produziert.

## Mitglieder
Bastian Kreusing wurde 1978 in Aachen geboren, wo er lebt und arbeitet. Kreusing spielt seit früher Kindheit Klavier und nahm seit seinem 4. Lebensjahr Klavierunterricht, unter anderem im Erwachsenenalter bei dem Jazzmusiker Stefan Michalke. Er begann früh das Komponieren eigener Songs. Als Jugendlicher brachte er sich selbst das Gitarrespielen bei. Heute spielt Kreusing hauptsächlich Westerngitarre und E-Gitarre. Außerdem singt er bei einigen Songs als Leadsänger. Kreusing ist neben seiner Frau Doreen Kreusing einer der beiden Haupt-Musikautoren von Amarillo Dusk.
Doreen Kreusing wurde 1986 in Zwickau in der DDR geboren. Sie zog mit ihren Eltern kurz nach der Wende in die Nähe von Aachen, wo sie lebt und arbeitet. Kreusing hat seit ihrer Kindheit in verschiedenen Chören gesungen und hier eine klassische Gesangsausbildung absolviert. Seit dem Jugendalter spielt sie Gitarre und schreibt eigene Songs. Kreusing ist Leadsängerin sowie einer der beiden Haupt-Musikautoren bei Amarillo Dusk.

### Band
Live tritt das Duo sowohl zu zweit als auch in einer Bandbesetzung auf. In dieser wird das Duo um die Musiker Tom Stolpe (Bass, Keyboard), Marc Hoffmann (E-Gitarre) und Paul Gaspar (Schlagzeug) erweitert. Schon 2019 wurde Amarillo Dusk im Rahmen der Studioaufnahmen ihres Albums Take Back the Reins von Dietmar Wächtler an der Pedal-Steel-Gitarre sowie einem befreundeten Cellisten unterstützt. Der US-Amerikaner Jens Lund begleitete die Band bis 2020 als Schlagzeuger.

## Diskografie

### Studioalben
- 2019: Take Back the Reins

### Singles
- 2021: New Light
- 2023: Wildflowers

## Auszeichnungen
- 2022: 40. Deutscher Rock und Pop Preis 2022, 1. (Jurywertung) in der Hauptkategorie Deutscher Country Preis 2022, 1. (Jurywertung) in der Sonderkategorie Bester Country-Song 2022.
- 2022: WDR2 POP! – Gewinner der Abstimmung Szene im Westen, die beste Band in NRW (23. Januar 2022)
- 2021: 39. Deutscher Rock und Pop Preis 2021, 1. Platz in der Sonderkategorie Bester Country-Song, 1. Platz in der Sonderkategorie Bestes Country-Album, 2. Platz in der Hauptkategorie Deutscher Country Preis.
- 2020: International Fair Play Country Music Award, in der Kategorie beste Band, Country-Pop